# Lina Ciobanu
Lina Ciobanu (n. 22 martie 1929

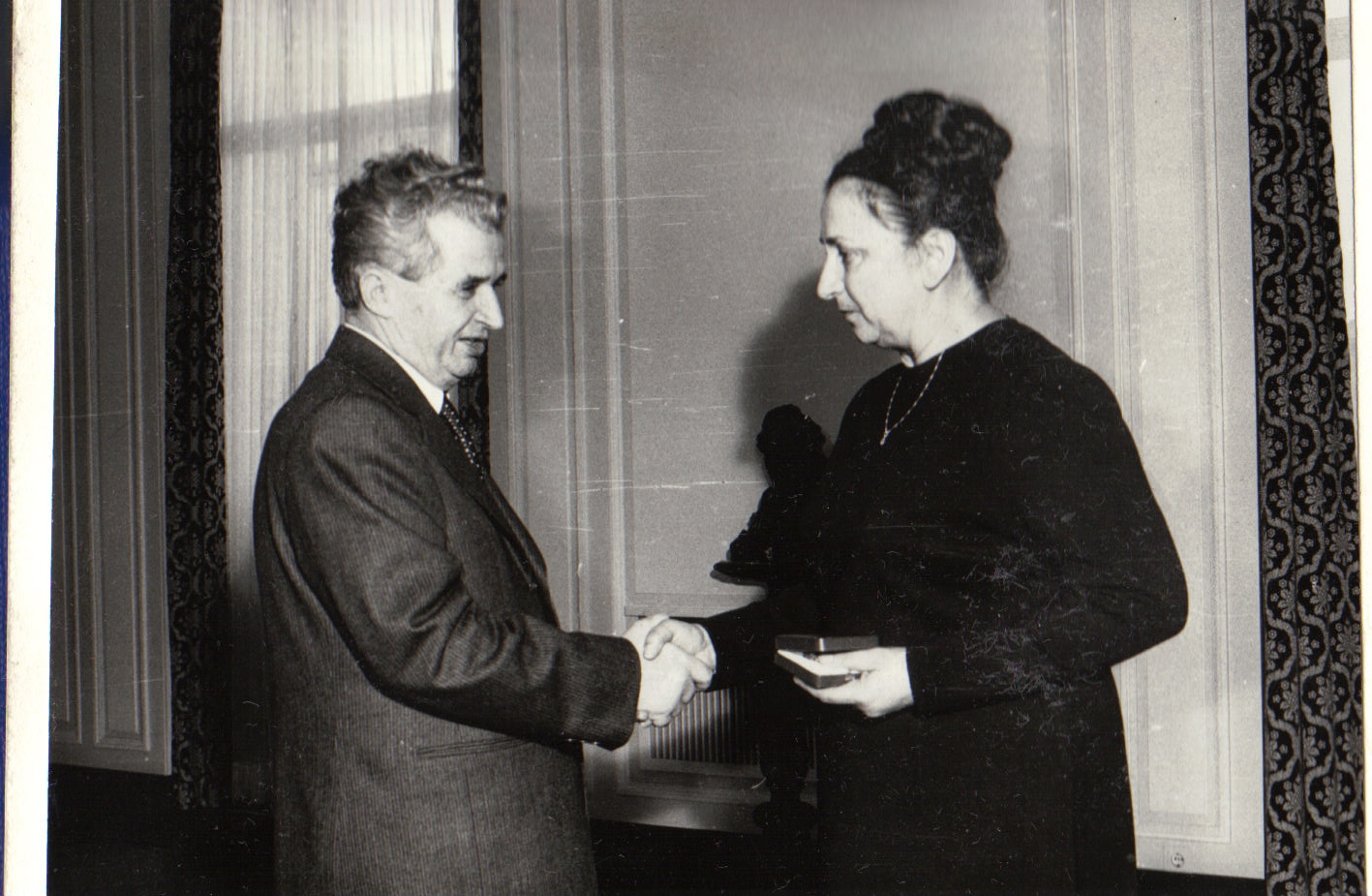
Preşedintele Nicolae Ceauşescu înmânează, într-un cadru festiv, Linei Ciobanu, membru al Comitetului Politic Executiv al C.C. al P.C.R., ministrul industriei uşoare, Ordinul Muncii cl. I, cu prilejul aniversării zilei de naștere. (22.III.1979)

Lina Ciobanu, 1974

, Potcoava, județul Olt) - 2013, a fost un om politic comunist român.

## Biografie

### Viață timpurie, educație
S-a născut la 22 martie (februarie în alte documente) 1929 în comuna Potcoava (jud. Olt). Provenea dintr-o familie de țărani săraci. Era fiica lui Gheorghe Năstase și a Mariei (născută Gheorghe), membri colectiviști din 1951, la GAC "Steaua Roșie" din comuna natală.
Lina Ciobanu avea patru frați și surori: Alexandru Gheorghe (sudor, angajat la ICIL București, membru de partid din 1958), Stanca Roler (țesătoare, membră de partid), Ioana Popa (țărancă), Teodora Dîrvăreanu (utemistă, încadrată în Miliție, la Serviciul evidența populației). Până la 17 ani a locuit și muncit la câmp, cot la cot cu părinții. Din 1946, s-a mutat în București, unde s-a angajat muncitoare necalificată la Imprimeria Chimicală Pertex. După doi ani a rămas fără lucru. S-a reangajat în 1949 la fabrica de textile Partizana, calificându-se ca țesătoare.
Studii - A urmat șapte clase elementare (1935-1942). Mai târziu, timp de trei ani (1957-1960) a urmat cursul de perfecționare și Școala Superioară de partid "Ștefan Gheorghiu". În 1965 a absolvit Facultatea de Economie Generală, Institutul de Studii Economice București.

### Membru supleant al CC al PCR
S-a căsătorit cu Ioan Ciobanu, mai tânăr cu un an, tehnician mecanizator agricol, membru de partid din 1957.
Din 1965 a devenit membru supleant al CC al PCR, moment din care funcțiile importante s-au succedat: președinte al Comitetului Executiv al Consiliului Popular al Sectorului 2 din București (până în 1974), președinte al Comitetului Național al Femeilor (1974-1977), ministrul Industriei Ușoare (1975-1984), președinte al CC al UGSR (1984-1987), președinte al Consiliului Sanitar Superior (din 1987). Poziția tot mai importantă în aparatul de partid și de stat se datora prieteniei cu "tovarășa" Elena Ceaușescu, au spus ulterior mulți dintre intimii Cabinetelor 1 și 2.

### Carieră politică
La Fabrica Partizana a fost membră în biroul organizației de bază a PMR, ca responsabilă organizatorică și apoi pe "linie" de propagandă și agitație. A fost scoasă din producție în 1951, pentru a urma trei luni școala de partid a Raionului Grivița Roșie PMR, unde a continuat să lucreze ca asistentă timp de doi ani. Noi și noi cursuri i-au "îmbunătățit" pregătirea politică. A urmat cursul de perfecționare de pe lângă școala "Ștefan Gheorghiu", absolvit cu calificativul "foarte bine". A fost repartizată asistentă la catedra de geografie a școlii, dar fosta țesătoare a clacat după patru luni. În iunie 1954 a devenit instructor al Comitetului Orășenesc București al PMR. Din nou promovată în 1956, ca șef al "sectorului muncii de partid în rândul femeilor". S-a întors la școala "Ștefan Gheorghiu" și a terminat cursurile cu frecvență cu calificativul "bine" (1957-1960). În august 1960 a fost repartizată instructor al Comitetului Orășenesc PMR București.
Lina Ciobanu a fost deputat în Marea Adunare Națională în sesiunile din perioada 1965 - 1989.

### Critică și autocritică
"Nu întotdeauna își însușește critica și uneori are tendința de a se lăuda", declara  Constantin Murărescu, instructor în secția de Cadre a CC al PMR, în 1965, despre membra de partid Lina Ciobanu. 
Eșecul de la catedra de geografie pare să o fi măcinat pe Lina Ciobanu. Va scrie în 1955 într-o completare la autobiografie: "Consider că o lipsă îmi aparține chiar și după terminarea cursului de perfecționare, deoarece mă puteam zbate cu greutățile ce le întâmpinam la această catedră până ce luam și eu examenul de stat, urmând apoi la Facultatea de Geografie, deoarece în fața unui comunist nu există greutăți de neînvins".
Probleme de sănătate: Începând cu anul 1970, multe dintre problemele de sănătate ale Linei Ciobanu sunt consemnate în dosarul de cadre. A suferit, printre altele, de spondiloză cervicală, hipertensiune arterială, bronșită acută.
În timpul unei vizite de lucru la Fabrica de fire și fibre sintetice București, a alunecat pe o placă de beton și s-a "ales" cu "fractura piciorului drept".
A fost prim-secretar de partid și primar al sectorului 2 București, membru al CPEX al PCR și ministru al industriei ușoare în anii 1975 - 1987. A fost promovată și sprijinită în cariera sa politică de Elena Ceaușescu. După căderea regimului comunist,  a fost închisă în cadrul lotului CPEx, împărțind celula cu Cornelia Filipaș și Ana Mureșan . În 1994, Lina Ciobanu a fost grațiată de Președintele Ion Iliescu.

## Distincții
- Ordinul „23 August” clasa a IV-a (10 august 1964) „pentru merite deosebite în opera de construire a socialismului, cu prilejul celei de a XX-a aniversări a eliberării patriei”[9]
- Ordinul „Steaua Republicii Populare Române” clasa a IV-a (10 iulie 1965) „pentru merite deosebite în realizarea sarcinilor prevăzute în Directivele celui de al III-lea Congres al Partidului Muncitoresc Român”[10]
- Ordinul „Tudor Vladimirescu” clasa a V-a (30 aprilie 1966) „cu prilejul celei de-a 45-a aniversări de la înființarea Partidului Partidului Comunist din România, pentru merite deosebite în opera de construire a socialismului”[11]
- Ordinul „Steaua Republicii Socialiste România” clasa a III-a (4 mai 1971) „cu prilejul aniversării a 50 de ani de la constituirea Partidului Comunist Român, [...] pentru merite deosebite în opera de construire a socialismului”[12]
- Ordinul Muncii clasa I (22 martie 1979) „pentru contribuția adusă la înfăptuirea politicii partidului și statului de făurire a societății socialiste multilateral dezvoltate în patria noastră, cu prilejul aniversării zilei de naștere”[13]
- Medalia comemorativă „A 40-a aniversare a revoluției de eliberare socială și națională, antifascistă și antiimperialistă” (20 august 1984) „pentru contribuția deosebită adusă la înfăptuirea politicii Partidului Comunist Român de făurire a societății socialiste multilateral dezvoltate în patria noastră, cu prilejul celei de-a 40-a aniversări a revoluției de eliberare socială și națională, antifascistă și antiimperialistă”[14]